# 高句丽王城、王陵及贵族墓葬
41°9′25″N 126°11′14″E / 41.15694°N 126.18722°E
高句丽王城、王陵及贵族墓葬是指以中国吉林省集安市为中心分布的高句麗前期建筑遺跡。2004年7月，联合国教科文组织世界遗产委员会苏州会议上将其与朝鮮平壤、南浦等地的高句麗墓葬群分别同时登录世界文化遗产。
高句麗于公元前37年由高朱蒙在五女山城（卒本城）建都立国、公元3年迁都丸都山城、其後迁至平原上的国内城，427年再次迁都至朝鮮平壤。668年被唐与新羅联军攻破灭国。

## 列入世界文化遗产的地点
中国的“高句丽王城、王陵及贵族墓葬”包括王城3座、王陵14处及贵族墓26座
王城：
- 五女山城：辽宁省桓仁满族自治县境内的高句麗初期山城
- 丸都山城：吉林省集安市境内的高句麗前期山城
- 国内城：吉林省集安市境内的高句麗前期平城

王陵：麻线0626号墓、千秋墓、西大墓、麻线2100号墓、麻线2378号墓、七星山0211号墓、七星山0871号墓、太王陵及好太王碑、临江墓、禹山0992号墓、将军坟及1号陪葬墓。
贵族墓：角抵墓、舞踊墓、马槽墓、王字墓、环纹墓、冉牟墓、散莲花墓、长川2号墓、长川4号墓、长川1号墓、禹山3319号墓、五盔坟1号墓、五盔坟2号墓、五盔坟3号墓、五盔坟4号墓、五盔坟5号墓、四神墓、禹山2112号墓、四盔坟1号墓、四盔坟2号墓、四盔坟3号墓、四盔坟4号墓、兄墓、弟墓、折天井墓、龟甲墓。

## 登录过程

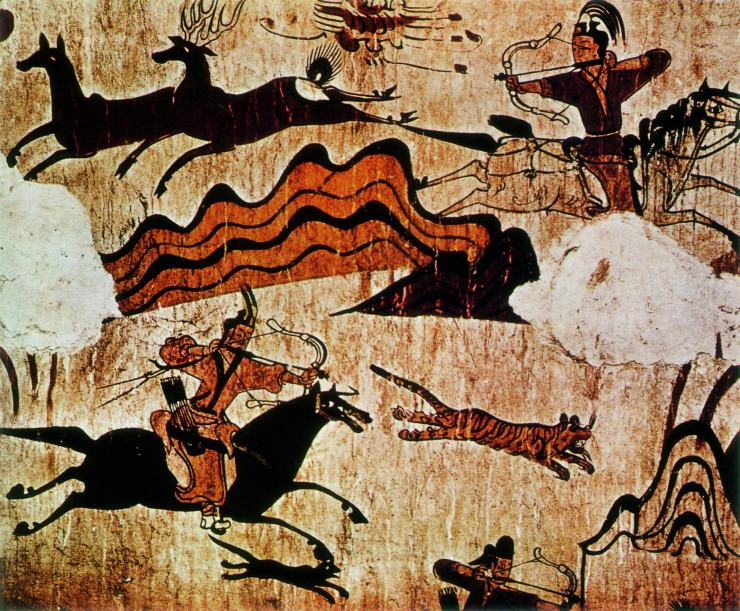
著名的“高句丽狩猎图壁画”，发现于禹山墓区第458号墓

朝鲜从2000年开始申请世界遗产名录，当初在2003年举行的第27届世界遗产委员会巴黎会议上准备列入世界遗产名录，一直没能成功列入。中国从2003年开始了申请。在2004年举行的第28届世界遗产委员会蘇州会议上，朝鲜的“Complex of Koguryo Tombs”（高句丽墓葬群）和中国东北的“Capital Cities and Tombs of the Ancient Koguryo Kingdom”（高句丽王城、王陵及贵族墓葬）分别被列入世界遗产名录，成为两项独立的世界文化遗产。

## 登录标准
因为满足世界文化遗产下列评定标准而登录：
- (i) 代表一种独特的艺术成就，一种创造性的天才杰作；
- (ii) 能在一定时期内或世界某一文化区域内，对建筑艺术、纪念物艺术、城镇规划或景观设计方面的发展产生过大影响；
- (iii) 能为一种已消逝的文明或文化传统提供一种独特的至少是特殊的见证；
- (iv) 人类历史发展中某—建筑风格的杰出范例；
- (v) 可作为传统的人类居住地或使用地的杰出范例，代表一种(或几种)文化，尤其在不可逆转之变化的影响下变得易于损坏。